# 一流シェフのファミリーレストラン
『一流シェフのファミリーレストラン』（いちりゅうシェフのファミリーレストラン、The Bear）は、2022年からHuluで配信されているアメリカ合衆国のコメディドラマシリーズ。制作はクリストファー・ストーラー。

## 概要
シリーズは2022年6月23日にHuluで配信を開始した。メイン出演者はジェレミー・アレン・ホワイト、エボン・モス・バクラック、アヨ・エデビリ、ライオネル・ボイス、ライザ・コロン＝ザヤス、アビー・エリオットである、シリーズは批評家たちから好評を得た。2022年7月14日、シーズン2への更新が発表され、2023年6月22日に配信された。シーズン3は2024年6月27日に公開され、シーズン4の製作も決定している 。
アメリカ合衆国以外ではDisney+のStarで配信され、日本でも2022年からシーズン1がDisney+で配信された。シーズン2は2023年7月26日から配信された。シーズン3は2024年7月17日より配信された。

## あらすじ

### シーズン1
世界的に有名なレストランの若きシェフであるカーミーが、故郷のシカゴに戻り、自殺した兄マイケルの経営していたイタリア風ビーフ・サンドイッチ店「ザ・ビーフ」を経営するが、店には多大な借金があり、キッチンは使い古しで、店員たちは無秩序である。カーミーは若く才能のあるシドニーを起用して店を立て直すよう奮闘し、やがて店員たちの支持を得る。店名を「ザ・ベア」と変えることに決める。

### シーズン2
カーミーはシドニーを料理長として本格的なイタリアン・レストランを開く準備を進める。改装資金が足りずにジミー叔父にさらに借金する。店員たち自身で改装をする間、手の空いた店員たちは料理やウェイターの修業に行き、それぞれ成長して店に戻る。カーミーには恋人クレアができて、開店準備に集中できない。友人や家族を招いたプレオープンの夜は成功するも、カーミーは冷蔵庫に閉じ込められてパニックのあまりクレアを傷つける言葉を聞かせてしまう。

### シーズン3
開店後、カーミーは理想を追い求めて毎日メニューを変えることにこだわり、リッチーと衝突し、経費がかさんで経営は上向かない。シドニーは、閉店する「エヴァ―」の料理長の新店に誘われる。カーミーはクレアに謝ることができない。ナタリ―は出産する。「ザ・ベア」の存続はシカゴ・トリビューン紙のレビュー次第となる。

## 登場人物

### メイン
- カルメン・“カーミー”・ベルツァット: ジェレミー・アレン・ホワイト - ニューヨークの世界的に有名なレストランのシェフであるが、自殺した兄マイケルからサンドイッチ店を譲られて戻り、苦労しながら店を立て直す。
- リッチー: エボン・モス＝バクラック（英語版） - 亡きマイケルの親友で、事実上サンドイッチ店を切り回す。
- シドニー: アヨ・エデビリ（英語版） - カーミーのもとでスー・シェフ（副料理長）となる、才能のある若いシェフ。
- マーカス: ライオネル・ボイス（英語版） - パン焼き担当からスイーツ担当となる店員。
- ティナ: ライザ・コロン＝ザヤス（英語版） - 口の悪いベテラン店員。
- ナタリー・ベルツァット（シュガー）: アビー・エリオット（英語版） - カーミーの姉で店の共同オーナー。
- ニール・ファク: マティ・マシソン（英語版） - カーミーの幼馴染で修理屋 (S1ではリカーリング、S2以降でメイン)。

### リカーリング
- マイケル・ベルツァット: ジョン・バーンサル - 自殺し店を弟カーミーに残した、店の経営者。
- デヴィッド・フィールズ: ジョエル・マクヘイル - かつてカーミーを苛んだ元上司のシェフ。
- エブラ: エドウィン・リー・ギブソン（英語版） - ベテラン店員。
- アンヘル: José Cervantes - 皿洗い。
- ジミー叔父:  オリヴァー・プラット - カーミーとナタリーの父の親友で店の債権者。
- ゲアリー: Corey Hendrix - 店員。
- マニー: Richard Esteras - 皿洗い。
- ピート: Chris Witaske - ナタリ―の夫。
- クレア: Molly Gordon - カーミーの幼馴染で研修中の救急医。 (S2-)
- テッド・ファク: Ricky Staffieri - ニールの兄弟。 (S2-)
- ジョッシュ: Alex Moffat - ザ・ベアに雇われるコック。 (S2)

### ゲスト
- 保健衛生検査官: Amy Morton (S1)
- 禁酒会の司会: モリー・リングウォルド (S1)
- ルカ: ウィル・ポールター - カーミーの元同僚で、マーカスを修業させるコペンハーゲンのデザートのシェフ。 (S2-S3)
- ドナ・ベルツァット: ジェイミー・リー・カーティス - カーミーやナタリーの母。 (S2-)
- ティファニー: ギリアン・ジェイコブス - リッチーの元妻。
- ケリー: Mitra Jouhari - クレアの友人。 (S2-)
- キャロル: Maura Kidwell - ジミー叔父の伴侶。 (S2)
- リー・レイン: ボブ・オデンカーク - ドナのボーイフレンドでジミー叔父のビジネス・パートナー。 (S2)
- ミシェル・ベルツァット: サラ・ポールソン - カーミーやナタリーの従姉。 (S2)
- スティーヴン: John Mulaney - ミシェルのボーイフレンド。 (S2-)
- シェフ・テリー: オリヴィア・コールマン - 有名レストラン「エヴァ―」のオーナー・シェフ。 (S2-)
- ジェシカ: Sarah Ramos - 有名レストランのメートル・ドテル。 (S2-)
- ギャレット: Andrew Lopez - 有名レストランのウェイターでリッチーの師。 (S2-)
- サミー・ファク: ジョン・シナ - ニールおよびテッドの兄弟。 (S3)
- デヴィッド: デイヴィッド・ザヤス - ティナの夫。 (S3)
- ニコラス・マーシャル “コンピューター”: Brian Coppelman - ジミー叔父の友人で経費削減の専門家。 (S3)

## エピソード

### シーズン1のエピソード
| 通算 話数 | シーズン 話数 | タイトル                  | 監督               | 脚本                             | 公開日        |
| --- | ------------- | ------------------------- | ------------------ | -------------------------------- | ------------- |
| 1 | 1             | "システム" "System"       | Christopher Storer | Christopher Storer               | 2022年6月23日 |
| 2022年夏、著名なシェフのカーミーが故郷のシカゴに帰り、自殺した兄マイケルの遺した小汚いサンドイッチ店「ザ・ビーフ」を経営しようとする。兄の親友で店を切り回していたリッチーを始め、店の従業員たちはカーミーの提案する改革に抵抗する。カーミーは、カリナリー・インスティテュート・オブ・アメリカで教育を受けた若いシェフのシドニーを雇う。シドニーは店が父の行きつけだと言う。 |               |                           |                    |                                  |               |
| 2 | 2             | "ハンズ" "Hands"          | Christopher Storer | Christopher Storer               | 2022年6月23日 |
| フラッシュバックでカーミーはニューヨークの著名なレストランで働くが、上司のシェフに虐められる。現在、カーミーはメニューを一新しようとするが、従業員たちの抵抗を受ける。姉のナタリーは助けようとする。保険衛生調査官が抜き打ちで調査に入り、店にCランクをつける。カーミーは店の経営がいい加減で、叔父のジミーに30万ドルを借りていると知る。ジミーは店を買い取ろうと申し出るが、カーミーは断り、借金を返すと言う。シドニーはスー・シェフとして給料を欲しいと言う。 |               |                           |                    |                                  |               |
| 3 | 3             | "ブリゲード" "Brigade"    | Joanna Calo        | Christopher Storer               | 2022年6月23日 |
| カーミーは、兄マイケルの依存症を知るため、禁酒会に出る。店ではブリガード・ド・キュイジーヌスタイルの調理法を持ち込み、シドニーに管理を任せる。店員たちは失敗を重ねながらも次第になじみ、特にパン係のマーカスは熱意を示す。カーミーとシドニーは経営方法をめぐって衝突する。 |               |                           |                    |                                  |               |
| 4 | 4             | "ドッグス" "Dogs"         | Christopher Storer | Sofya Levitsky-Weitz             | 2022年6月23日 |
| カーミーとリッチーは、ジミー叔父がひらいた子供の誕生会にケータリングをする。カーミーはジュースを作るが、誤ってリッチーの筋弛緩薬アルプラゾラムが混じり、子供たちは庭で眠り込む。だがジミーは怒らずに面白がる。シドニーは次第に店員の信頼を得る。マーカスはチョコレートケーキの調理に夢中になる。 |               |                           |                    |                                  |               |
| 5 | 5             | "シェリダン" "Sheridan"   | Joanna Calo        | Karen Joseph Adcock              | 2022年6月23日 |
| カーミーとシドニーは夜の新メニューを作ることにする。昼営業の前、トイレで水漏れが起き、リッチーの友人で修理屋のファクを呼ぶ。ファクは店員になりたがり、リッチーと喧嘩になる。ファクは、リッチーが店の裏で密かにコカインを密売していたとカーミーに暴露する。リッチーはCOVID-19を店が乗り切るためだったと言い訳し、密売は止めると言う。マーカスのせいでヒューズが飛び、店は停電となる。ファクは修理に5000ドルかかると言い、カーミーは最後に一度だけコカインを売ってほしいとリッチーに頼む。 |               |                           |                    |                                  |               |
| 6 | 6             | "セレス" "Ceres"          | Joanna Calo        | Catherine Schetina & Rene Gube   | 2022年6月23日 |
| シドニーは夜のメニューとしてリゾットを試作するも、カーミーはダメ出しをする。シドニーは客に無料で食べさせる。店の共同オーナーであるナタリーは、税未納を解決するために店に来て、カーミーとともに書類を探す。マーカスはドーナツ調理に専心する。流れ弾で店の窓ガラスが割れる。リッチーはローカルなギャングたちに犯人を見つけるよう頼むが、店の前で小競り合いが始まってしまう。シドニーがサンドイッチの残りをふるまっておさめる。リッチーはシドニーがうまくやっているのを見て、自分は不必要な存在だと感じる。 |               |                           |                    |                                  |               |
| 7 | 7             | "レビュー" "Review"       | Christopher Storer | Joanna Calo                      | 2022年6月23日 |
| エブラは地元の新聞に載った店の評価を読み上げ、シドニーが無料で客にふるまったリゾットが称賛されていることが分かる。ティナの息子が停学になり、店に連れて来られて料理を学ぼうとする。朝の準備が済んだ後、シドニーが持ち帰りの注文を大量に残していたことに気づき、昼営業の直前に急いでこなす。カーミーはシドニーとマーカスを怒鳴りつける。シドニーは誤ってリッチーの尻を刺してしまい、その場で店を辞める。カーミーの神経は崩壊する。 |               |                           |                    |                                  |               |
| 8 | 8             | "プラチョーレ" "Braciole" | Christopher Storer | Christopher Storer & Joanna Calo | 2022年6月23日 |
| カーミーは禁酒会の会合に参加し、兄のマイケルが決して自分を店で働かせなかったことを告白する。シドニーと、カーミーによる酷い扱いを責めてやはり店を辞めたマーカスは、彼女のアパートで料理をしながら将来の計画を話し合う。店はバチェラーパーティーの貸し切りとなる。乱闘を止めようとしたリッチーが客に怪我を負わせて意識不明とし、逮捕される。客は意識を回復し、リッチーの容疑は多重暴行に下げられ、保釈される。マーカスは店に復帰し、カーミーは謝罪する。カーミーは失火するも呆然とし、他の店員が消化する。リッチーはマイケルからの手紙をカーミーに渡し、中にはトマト缶を使うスパゲッティのレシピが書かれている。カーミーはトマト缶を空けて大量の現金を見つける。店を閉め、店員たちはすべてのトマト缶を空けてさらに現金を見つける。カーミーがテキストメッセージで謝り、リゾットの改良を示唆したため、シドニーは店に戻る。カーミーは「ザ・ビーフ」(The Beef)は営業を終了し、代わりに「ザ・ベア」(The Bear)が間もなく営業するとの紙を店の前に張り出す。 |               |                           |                    |                                  |               |

### シーズン2のエピソード
| 通算 話数 | シーズン 話数 | タイトル                  | 監督               | 脚本                                     | 公開日        |
| --- | ------------- | ------------------------- | ------------------ | ---------------------------------------- | ------------- |
| 9 | 1             | "ビーフ" "Beef"           | Christopher Storer | Christopher Storer                       | 2023年6月22日 |
| カーミーとシドニーは本格的なイタリアンレストランの新装開店への準備を始め、ナタリーをプロジェクト・マネージャーにする。開業資金が足りず、18カ月以内に返済しない場合は200万ドルはする土地建物を譲ると約束してジミー叔父に50万ドルを借りる。カーミーとシドニーとナタリーは3か月で開店する計画を立てる。料理長になる予定のシドニーは、ティナをスー・シェフ（副料理長）に指名する。 |               |                           |                    |                                          |               |
| 10 | 2             | "パスタ" "Pasta"          | Christopher Storer | Joanna Calo                              | 2023年6月22日 |
| リッチーが率いる店員たち自身による改装工事の途中で黒カビの問題が起きる。シドニーは開店までの間ティナとエブラを大学の料理科に送って修行させる。シドニーは父と食事をするが、薄給でレストランの開業に携わろうとすることを反対される。カーミーは医者になった幼馴染のクレアに出くわすが、意図的に間違った電話番号を渡す。 |               |                           |                    |                                          |               |
| 11 | 3             | "サンデー" "Sundae"       | Joanna Calo        | Karen Joseph Adcock & Catherine Schetina | 2023年6月22日 |
| カーミーは禁酒会に出続け、楽しいことがないと打ち明ける。シドニーとともにメニューを研究するも行き詰まり、インスピレーションを得るため外食しようと誘う。だがクレアから連絡を受けて約束を反故にし、シドニーは一人で多くの店を訪れる。人材募集をするとともにアドバイスを求め、信頼できるビジネス・パートナーの重要さを聞かされる。店に戻ると、カーミーが自分に相談せずに、改装上の決断をしている。 |               |                           |                    |                                          |               |
| 12 | 4             | "ハニーデュー" "Honeydew" | Ramy Youssef       | Stacy Osei-Kuffour                       | 2023年6月22日 |
| 開店予定まで7週間となるもトラブルは減らない。ナタリ―が隠していた妊娠が皆に知られることになる。シドニーは店員の応募者の面接をする。マーカスはデザート作りの修業のため、死期の近い母親を残してコペンハーゲンに行き、ルカのもとで学ぶ。ルカはかつて、自分より優秀なシェフと一緒に働いて目を開かされた経験をマーカスに語る。 |               |                           |                    |                                          |               |
| 13 | 5             | "ポップ" "Pop"            | Joanna Calo        | Sofya Levitsky-Weitz                     | 2023年6月22日 |
| エブラが料理科の授業に来なくなりティナを心配させる。角突き合わせるリッチーとナタリーは改装工事を管理できず、ジミー叔父が助け舟を出す。シドニーのメニュー開発はうまくいかない。カーミーはクレアに誘われてパーティーに行き、久しぶりに楽しい時を過ごす。二人は改装中の店に入り、リッチーが隣のビルから電気を盗もうとしたことに発する口論に出くわす。二人はキスをする。 |               |                           |                    |                                          |               |
| 14 | 6             | "フィッシズ" "Fishes"     | Christopher Storer | Joanna Calo & Christopher Storer         | 2023年6月22日 |
| 5年前、カーミーはクリスマスにコペンハーゲンから帰ってくる。アルコール依存症の母ドナは酔っ払いながらイタリア系の伝統料理「7つの魚」を作る。身重の妻ティファニーを抱えるリッチーは、仕事の世話をジミー叔父に頼む。一家が問題を抱えることを知る従姉のミシェルは、ニューヨークの自分のところに来ないかとカーミーを誘う。ディナーの席では口論が始まり、酔ったマイケルは気に入らないドナのボーイフレンドのリーにフォークを投げつける。ナタリ―に平気かと尋ねられて感情が爆発したドナは席を立ち、車を家に突っ込ませる。                                                                                                  |               |                           |                    |                                          |               |
| 15 | 7             | "フォークス" "Forks"      | Christopher Storer | Alex Russell                             | 2023年6月22日 |
| リッチーはカーミーによって有名レストラン「エヴァ―」に一週間の研修に出される。毎日夜明け前に起きて、フォークを磨かされ続け嫌気がさすも、スタッフの客への献身と熱意に影響される。最後にはテーブルの担当にもつき、店を気に入り残ることも考える。オーナー・シェフのテリーは人生の失敗談をリッチーに打ち明け、知己であるカーミーはリッチーを信じていると話す。 |               |                           |                    |                                          |               |
| 16 | 8             | "ボロネーズ" "Bolognese"  | Christopher Storer | Rene Gube                                | 2023年6月22日 |
| 開店まで10日となり、ジミー叔父は資金繰りの苦しさから開店は延期できないとナタリーに伝える。料理科の授業をさぼっていたエブラは店に戻り、ティナに詫びる。マーカスとリッチーは修業から戻る。リッチーはプロフェッショナルな態度を身に着け、ナタリーに詫び、二人は新人面接を行う。消火設備検査の日、シドニーとカーミーは緊張する。ファクはマイケルが放火による保険金詐欺を企み自動消火設備を止めていたことに気づいて再起動し、検査に合格して開店への道が開ける。カーミーはクレアを愛していることに気づく。 |               |                           |                    |                                          |               |
| 17 | 9             | "オムレット" "Omelette"   | Christopher Storer | Joanna Calo & Christopher Storer         | 2023年6月22日 |
| 「ザ・ベア」は家族や友人を招いたプレ・オープンに備える。ナタリ―に母親を招いたと聞かされ、カーミーはトラブルを心配する。最初の二週間は予約で埋まっているものの、ナタリ―とリッチーは利益を出すために値上げをする必要があると話し合う。ジミー叔父は営業免許を持ってきてカーミーに渡し、店に集中する必要を強調する。カーミーは、クレアとの恋愛などで集中を欠いていたことをシドニーに詫び、新しいシェフの服を贈る。店はオープンする。 |               |                           |                    |                                          |               |
| 18 | 10            | "ザ・ベア" "The Bear"     | Christopher Storer | Kelly Galuska                            | 2023年6月22日 |
| 家族と友人を招いたプレオープンの夜、シドニーはキッチンを、リッチーはホールを取り仕切る。新たに雇ったジョッシュは消えて店裏でドラッグを吸う。カーミーは冷蔵庫の中に閉じ込められる。戦場のようなキッチンで、リッチーがシドニーを助けて注文をさばきく。ドナは店の前まで来るも、子供たちに合わせる顔がないとピートに語り入ろうとしない。冷蔵庫の中で、カーミーはクレアとの恋愛にかまけ、冷蔵庫修理業者との連絡を怠ったせいだと自分を責める。これをクレアが聞いて去る。客は料理とサービスに満足して帰る。カーミーは、先にクレアが愛の言葉を残していた留守番電話を聞いて涙する。シドニーは緊張のあまり店裏で嘔吐する。 |               |                           |                    |                                          |               |

### シーズン3のエピソード
| 通算 話数 | シーズン 話数 | タイトル                       | 監督               | 脚本                                 | 公開日        |
| --- | ------------- | ------------------------------ | ------------------ | ------------------------------------ | ------------- |
| 19 | 1             | "トゥモロー" "Tomorrow"        | Christopher Storer | Christopher Storer & Matty Matheson  | 2024年6月26日 |
| フラッシュバックで、カーミーは様々な有名レストランで修業する。シドニーが客として彼の料理を食べる。マイケルが死ぬが、カーミーは葬式に出ることができずに車の中から見送る。現在、カーミーは開店日に不在だったことをシドニーに詫びる。マーカスの母が死ぬ。翌日、カーミーは店に早く出て来て、過去の経験を生かした「絶対服従」リストを作る。 |               |                                |                    |                                      |               |
| 20 | 2             | "ネクスト" "Next"              | Christopher Storer | Christopher Storer & Courtney Storer | 2024年6月26日 |
| カーミーの作った「絶対服従」リストはスタッフたちに反発される。とりわけ毎日メニューを変えると言う項目をめぐり、カーミーとリッチーは口論になる。母を亡くしたマーカスが店に来ると皆押し黙る。マーカスはカーミーに、店を成功に導いてくれと頼む。 |               |                                |                    |                                      |               |
| 21 | 3             | "ドアーズ" "Doors"             | Duccio Fabbri      | Christopher Storer & Will Guidara    | 2024年6月26日 |
| 開店後の最初の一か月、店は混乱の中で業務を続ける。カーミーが毎日メニューを変えるために経費は上がり、ジミー叔父を怒らせる。スタッフたちは強いストレスにさらされ、カーミーとリッチーはたびたび口論になってシドニーが割って入る。 |               |                                |                    |                                      |               |
| 22 | 4             | "バイオレット" "Violet"        | Christopher Storer | Christopher Storer                   | 2024年6月26日 |
| シドニーは新しくアパートを借りる。街でシェフ・テリーの店「エヴァ―」の料理長アダム・シャピロに出くわす。元妻が再婚を控えているリッチーは、娘との関係を考え直す。店の売り上げは目標に届かない。シカゴ・トリビューン紙の批評家が既に店のサービスを試したことが分かる。 |               |                                |                    |                                      |               |
| 23 | 5             | "チルドレン" "Children"        | Christopher Storer | Christopher Storer                   | 2024年6月26日 |
| トリビューン紙のカメラマンが店の写真を撮りに来る。ジミー叔父は経費削減の専門家である友人"コンピューター"を連れて来て、店の赤字を黒字にしようとする。マーカスを首にするよう助言するが、ナタリーは拒否する。シェフ・テリーが店を閉めると発表する。 |               |                                |                    |                                      |               |
| 24 | 6             | "ナプキンズ" "Napkins"         | Ayo Edebiri        | Catherine Schetina                   | 2024年6月26日 |
| 数年前、ティナが「ザ・ビーフ」で職を得たいきさつが描かれる。オフィスワーカーとして15年間勤めたティナは突然解雇され、職を必死に探すもうまくいかない。たまたま立ち寄ったサンドイッチ店「ザ・ビーフ」でリッチーのやさしさに触れて泣き出し、マイキーに慰められて身の上話をし、職を得ることになる。 |               |                                |                    |                                      |               |
| 25 | 7             | "レガシー" "Legacy"            | Joanna Calo        | Christopher Storer                   | 2024年6月26日 |
| カーミーは禁酒会のミーティングに出る。アダムはシドニーに会い、「エヴァ―」閉店後に計画する自分の店の料理長に誘う。まだ「ザ・ベア」の契約書に署名していないシドニーは戸惑う。ペーパータオルを買いに行ったナタリーは急に産気づく。 |               |                                |                    |                                      |               |
| 26 | 8             | "アイス・チップス" "Ice Chips" | Christopher Storer | Joanna Calo                          | 2024年6月26日 |
| 急に産気づいたナタリーはほかの誰とも連絡がつかず、折り合いの悪い母親ドナに付き添ってもらって産院に行く。ナタリ―は、妊娠をドナに話していなかったことを詫びる。夫のピートがやってきて入れ替わりにドナは去り、受付でファク兄弟に慰められる。 |               |                                |                    |                                      |               |
| 27 | 9             | "アポロジーズ" "Apologies"     | Christopher Storer | Alex Russell                         | 2024年6月26日 |
| クレアに謝ることのできないカーミーをもどかしく思い、ファク兄弟はクレアに会いに行く。カーミーは「エヴァ―」の最後の営業日の晩餐にシドニーを誘う。ジミー叔父は、トリビューンのレビューが良くなければ「ザ・ベア」の投資を引き上げるとカーミーに通告する。リッチーは元妻ティフの結婚式に出るかどうか迷う。カーミー、シドニー、リッチーが「エヴァ―」に行くために「ザ・ベア」は休みとなり、マーカスとティナは店で料理の練習をする。シドニーは、「ザ・ベア」の契約の報酬がアダムの約束よりも安いことを知る。 |               |                                |                    |                                      |               |
| 28 | 10            | "フォーエバー" "Forever"       | Christopher Storer | Christopher Storer                   | 2024年6月26日 |
| 「エヴァ―」での最後の晩餐の日、リッチーは給仕たちと時間を過ごし、カーミーとシドニーはルカやかつてカーミーを苛んだデヴィッドら著名シェフと同じテーブルにつく。シドニーは、まだ提案を受けるかどうか迷っているとアダムに告げる。シェフ・テリーはカーミーに、ストレスから解放されて人生を楽しむために閉店を決めたと打ち明ける。シドニーは「ザ・ベア」及び「エヴァ―」のスタッフを自分のアパートに招いてパーティーを催す。シドニーは「ビーフ」の古いレビュー記事を見かけ、パニックに襲われ外に出る。カーミーは、トリビューンの「ザ・ベア」のレビュー記事が出たことと、ジミー叔父から留守番電話が入っていたことに気付く。 |               |                                |                    |                                      |               |

## 評価

### 批評
シーズン1については、レビュー・アグリゲーターのRotten Tomatoesでは100件のレビューで支持率は91%、平均点は8.60/10となった。Metacriticでは24件のレビューを基に加重平均値が88/100となった。

### 賞
シーズン1は、第80回ゴールデングローブ賞では、テレビ部門主演男優賞コメディ・ミュージカル部門にジェレミー・アレン・ホワイトが選ばれた。第75回プライムタイム・エミー賞クリエイティブ・アーツ部門コメディシリーズ・キャスティング賞、シングルカメラ・コメディ映像編集賞、30分番組音響編集賞、30分番組音響ミキシング賞を受賞し、またコメディシリーズ・助演女優賞(Ayo Edebiri)、助演男優賞(エボン・モス・バクラック)、主演男優賞(ジェレミー・アレン・ホワイト)、コメディシリーズ・脚本賞(クリストファー・ストーラー)、コメディシリーズ・監督賞(クリストファー・ストーラー)、コメディシリーズ・作品賞を受賞した。
シーズン2は第81回ゴールデングローブ賞テレビ部門において、ミュージカル/コメディ作品賞、ミュージカル/コメディ主演男優賞（ジェレミー・アレン・ホワイト）、ミュージカル/コメディ主演女優賞（Ayo Edebiri）を受賞した。
シーズン3は第82回ゴールデングローブ賞テレビ部門において、ミュージカル/コメディ主演男優賞（ジェレミー・アレン・ホワイト）を受賞した。